# Ursynów M-6

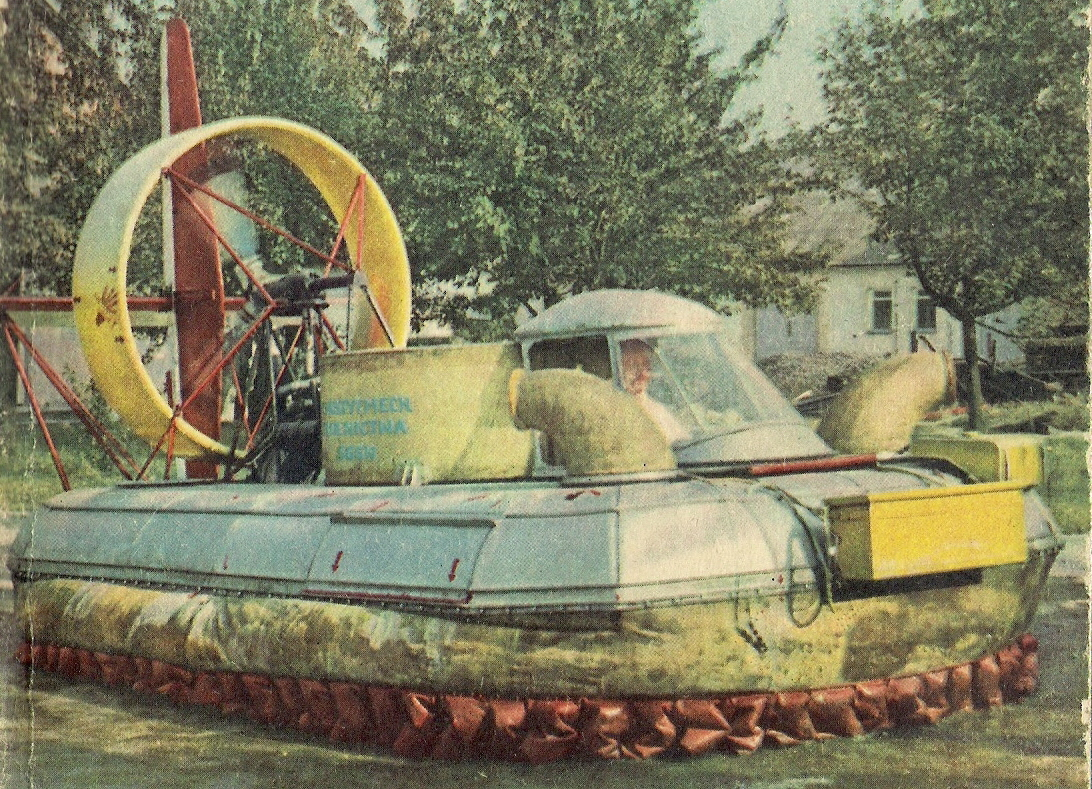
Ursynów M-6

Ursynów M-6 – prototypowy poduszkowiec rolniczy produkcji polskiej.

## Historia
W latach 60. w Polsce prowadzono wstępne prace badawcze dotyczące poduszkowców, które wykazały, że ekonomicznie uzasadnione będzie skonstruowanie poduszkowca do celów rolniczych. W 1967 w ówczesnej Katedrze Mechanizacji Rolnictwa SGGW pod kierunkiem prof. Nowackiego rozpoczęto opracowywanie założeń takiej maszyny. Następnie grupa inżynierów z Instytutu Lotnictwa sporządziła jego dokumentację i wykonała model funkcjonalny, który został wykończony w Instytucie Mechanizacji Rolnictwa SGGW. W 1971 rozpoczęto testy pojazdu. W pierwszej kolejności zbadano charakter drgań podczas pracy układu napędowego.

## Konstrukcja
Pojazd był wyposażony w prototypowy odśrodkowy wentylator promieniowy wykonany z żywicy epoksydowej zbrojonej tkaniną szklaną. Wentylator miał masę 50 kg i średnicę 1,3 m. Napędzał go silnik Wartburga o mocy 45 KM poprzez przekładnię zębatą o przełożeniu 1:4.